# 우곡
우곡(광둥어: 芋角, 월병: wu6 gok3), 위자오(중국어: 芋角, 병음: yùjiǎo), 또는 위터우자오(중국어 간체자: 芋头角, 정체자: 芋頭角, 병음: yùtou jiǎo)은 으깬 토란으로 돼지고기, 새우, 표고 등으로 만든 소를 싸서 기름에 튀긴 음식이다.
홍콩 및 전 세계 딤섬 레스토랑의 표준 요리이다. 해외 차이나타운에서는 중국식 과자로 판매되는 경우가 많다. 타로 크로켓, 튀김 타로 만두, 튀김 타로 만두 퍼프 또는 단순히 타로 만두라고도한다.
겉껍질은 삶아 으깬 토란의 두꺼운 층으로 만들어진다. 우곡의 소는 양념한 다진 돼지고기로 만든다. 만두가 튀겨지면 토란의 가장 바깥층이 바삭하고 가볍고 폭신폭신해진다.

## 같이 보기
- 딤섬
- 춘권
- 우타우고우